# Fynske Motorvej
Der Fynske Motorvej ist eine dänische Autobahn im Zug der Europastraße 20.

## Verlauf

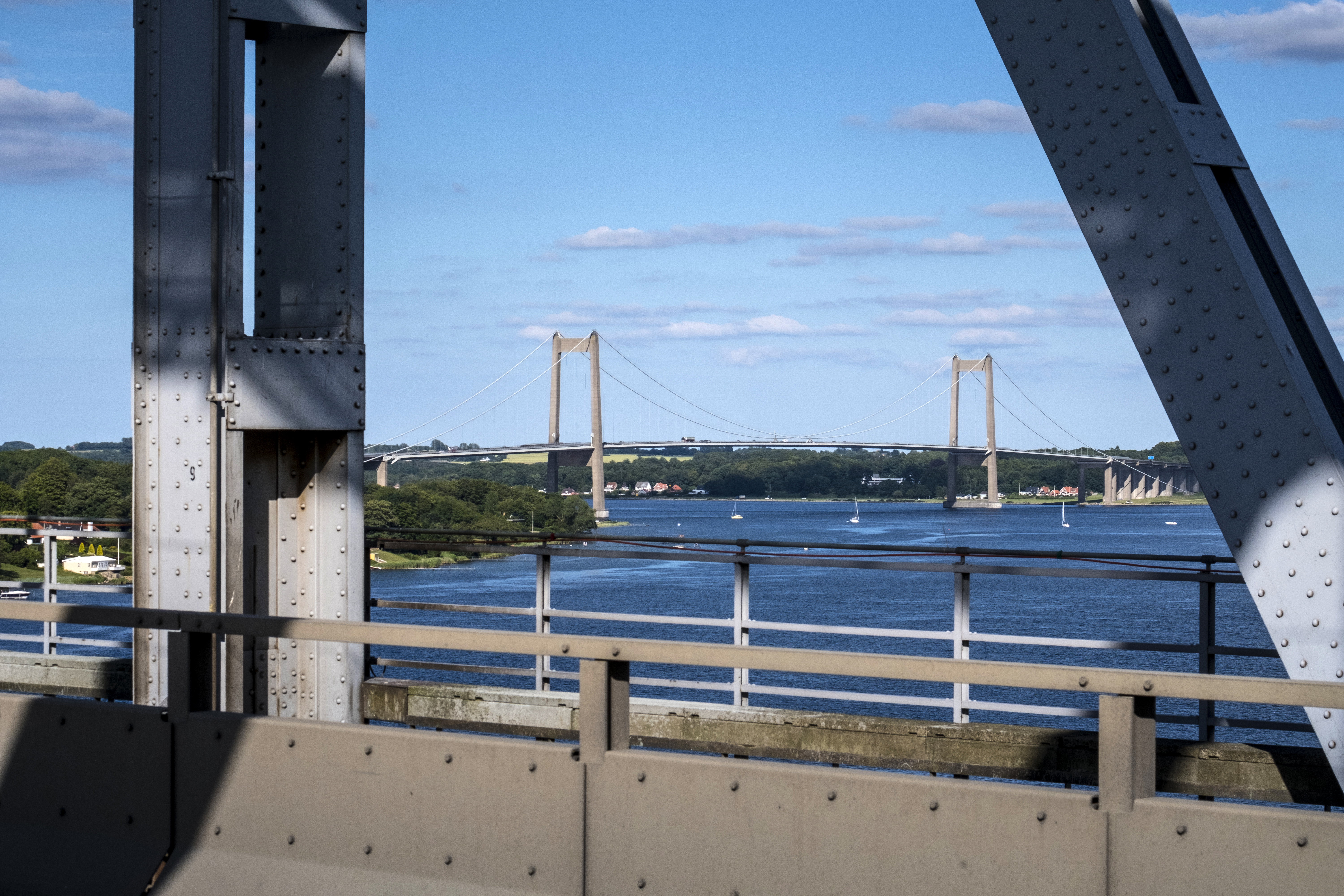
Die neue Kleine-Belt-Brücke von der alten Brücke aus gesehen

Die Autobahn verbindet auf der Insel Fünen (Fyn) die Autobahn Vestmotorvejen westlich des Übergangs Storebæltsforbindelsen über den Großen Belt mit der Autobahn Taulovmotorvejen, die die E 20 westlich des Kleinen Belts fortsetzt. Damit bildet die die Insel in Ost-West-Richtung durchziehende und die Großstadt Odense südlich umgehende Autobahn Teile der Verbindungen zwischen Odense und der Hauptstadt Kopenhagen nach Osten und Jütland und Esbjerg nach Westen. Die Länge der Autobahn wird mit 77 km angegeben.
Die Autobahn trägt ihren Namen nach der Insel Fünen.

## Geschichte
Die Autobahn wurde in sechs Abschnitten zwischen 1957 und 1985 erbaut. Der Anschluss an die Große-Belt-Querung, die die bis dahin bestehende Fährverbindung ersetzte, erfolgte 1998.